# Audrey Poussier
Pour les articles homonymes, voir Poussier (homonymie).
Audrey Poussier (née en 1978) est une auteure et illustratrice française de littérature jeunesse.

## Biographie
Elle a grandi en Bretagne. Formée à l'école Estienne et à l'École des Beaux-Arts de Paris, elle y apprend notamment la gravure. Dès 2003, elle publie pour la jeunesse,. Son album Mon pull (2006) — récompensé de plusieurs prix, dont le Prix Sorcières —  et sa suite Une farce (2007) sont ses principaux titres, réédités à plusieurs reprises.

## Publications
Elle a participé à de nombreuses œuvres,, dont :

### Auteure et illustratrice
- Cherche amis (2004)
- La Première Nuit dehors (2005)
- Mon pull (2006)
- La Piscine (2006)
- Une farce[4] (2007)
- Le Rendez-vous (2007)
- Le Chagrin (2008)
- Le Spectacle (2008)
- Le Plus Beau (2009)
- Guili guili (2009)
- Au lit tout le monde ! (2010)
- Cocorico ! (2010)
- J'ai pas dit partez !, l'École des loisirs, 2010
- Le Bain d'Abel, l'École des loisirs, 2014
- Castor-Têtu, l'École des loisirs, 2015
- Tout le monde dort ?, l'École des loisirs, 2018
- Trois chatons dans la nuit[7], L'école des loisirs, 2023

### Illustratrice
Textes de divers auteurs (à ajouter)
- Serrez sardines ! (2003)
- Carlotta et les monstres (2006)
- Le Peuple doudou (2006)
- Boubélé, texte de Valérie Zenatti (2007)
- Les Chaussettes de l'archiduchesse (2007)
- Des bébés des livres (2008)
- Carlotta et le poisson d'argent (2008)
- Des bébés, des livres (2008)
- Grand-Père-Crapaud (2008)
- Tarte à tout (2008)
- Les Rêves de Pauline (2009)
- Vérité, vérité chérie, texte de Valérie Zenatti (2009)
- Le Sourire de maman, Isabelle Rossignol ; l'École des loisirs, 2010
- Le Géant et le Gigot, Christian Oster ; l'École des loisirs, 2011
- Tarte à tout, de Matthieu Sylvander ; l'École des loisirs, 2012
- Palmier de Noël, de Matthieu Sylvander ; l'École des loisirs, 2012
- Chevaliers et princesses avec gigot, Christian Oster ; illustrations Pascal Lemaître, Delphine Perret, Audrey Poussier, l'École des loisirs, 2013

## Prix et distinctions
- Prix de la Semaine Paul Hurtmans du livre de jeunesse 2006[3] pour Cherche amis
- Prix Sorcières 2007[3] pour Mon pull, L'École des loisirs
- Prix P’tits Mômes 2007[3] pour Mon pull
- Prix Libbylit 2010[3], décerné par l'IBBY pour  J'ai pas dit partez !
- Prix Sorcières 2010[3] pour Vérité, vérité chérie de Valérie Zenatti, qu'elle a illustré
- Prix Ficelle 2015[3] pour Le Bain d'Abel